# Зеленщиця
«Зеленщиця» — умовна назва жіночого портрета 1795 року, що його створив французький художник Жак-Луї Давід (1748—1825).

## Таємниця жіночого портрету
Невідомо нічого ні про історію створення, ні про жінку, що позувала для портрета. Навряд чи це портрет по замові жінки, що не мала шляхетного походження і грошей, аби сплатити роботу художника. Про її небагатий стан свідчить досить простий одяг жінки з паризьких бідних кварталів. Незрозуміла і назва портрету. Чому саме зеленщиця, а не праля, прибиральниця, служниця ?.. Невідомо, чи справді вона торгувала зеленню і чим саме (не молода, не красуня, не добра знайома) привабила небідного художника Давіда, котрий зажадав створити її портрет в тривожний 1795 рік.
Сувора реальність увійшла у цей портрет могутньо і просто, оминувши всі штучні схеми класицизму, схеми парадних портретів, нічим, однак не псуючи портрет.

## Опис твору
Портрет створений на папері, наклеєному на полотно. Так працюють, коли поспішають, а потім намагаються зберегти твір. Незрозуміло, що це — добре пророблений ескіз, портрет на пам'ять про зустріч і подяка, підготовчий твір для нової картини ? Але в якій картині кінця 18 століття така жінка з вулканічним темпераментом могла бути героїнею ?..
Жінка стоїть зі схрещеними руками і не дивиться на художника. Жодного натяку на те, що вона позує і приділяє увагу художникові. Вона ніби на гамірній вулиці і продовжує запально і жваво щось обговорювати. У неї проста зачіска на важких, трохи посивілих пасмах волосся, зміцнених білим шарфом. В колористичній гамі портрету домінують синій, білий та червоний кольори (кольори національного прапора революційної Франції !) Випадковість чи натяк художника ? В жодному жіночому портреті Давіда нема схожою колористики ні до, ні після 1795 року. На обличчі відбиток важко прожитих років — негараздів, бідності і поневірянь. Ніякої косметики на обличчі, ніякого лоску ні в обличчі, ні в сукні…
Позаду і молодість, і надії на краще. Вистояти, перемогти негаразди і бідність допомогли упертий характер і майже чоловіча, незламна воля. Парижанка (?), вона абсолютно не схожа на млявих персонажок будь-якого попереднього десятиліття чи навіть усього вісімнадцятого століття. В ній вулканічний темперамент і непохитна опора і чоловіку, і дітям.
Можливо, вона радісно сприйняла французьку революцію 1789—1793 р., співала нових пісень, танцювала карманьйолу і мріяла про краще життя. Але і здобутки революції виявились не для неї і не для її дітей. Чи не звідси гіркота на її обличчі і печатка ще одного і важкого розчарування.

## Жіночі портрети кінця 18 ст.

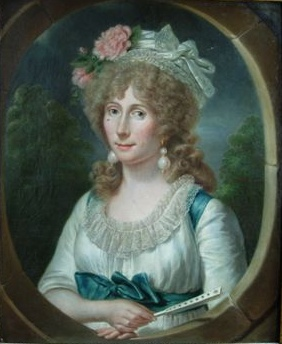
Аделаїда Лабіль-Жияр. «Жулі Кандельє́ », 1791 рік
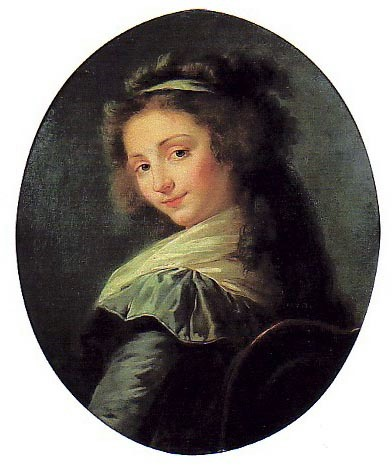
Елізабет Віже-Лебрен. «Мадмуазель Елізабет  Мара́». кінець 18 ст.
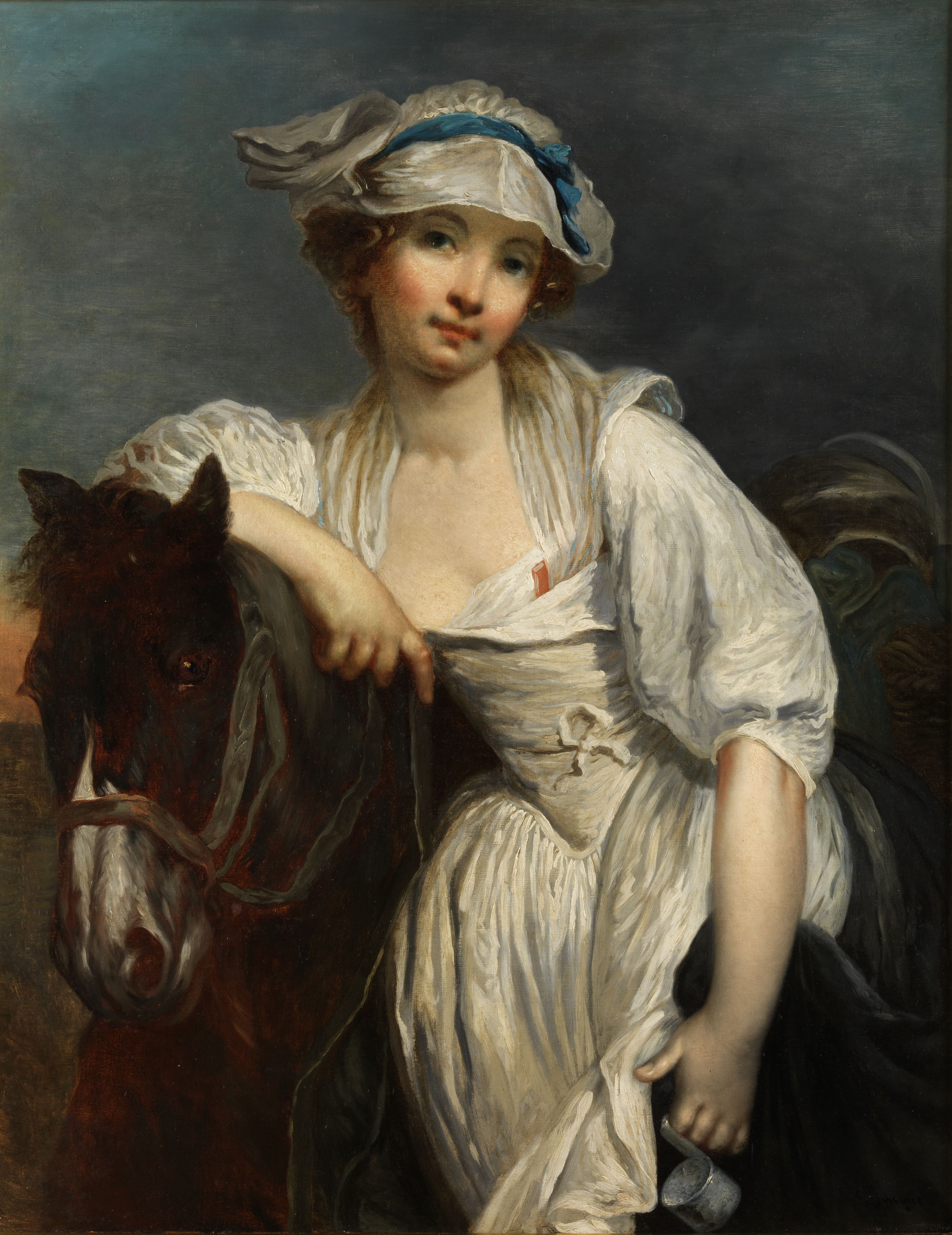
Жан Батист Грьоз. «Молода жінка з конем»
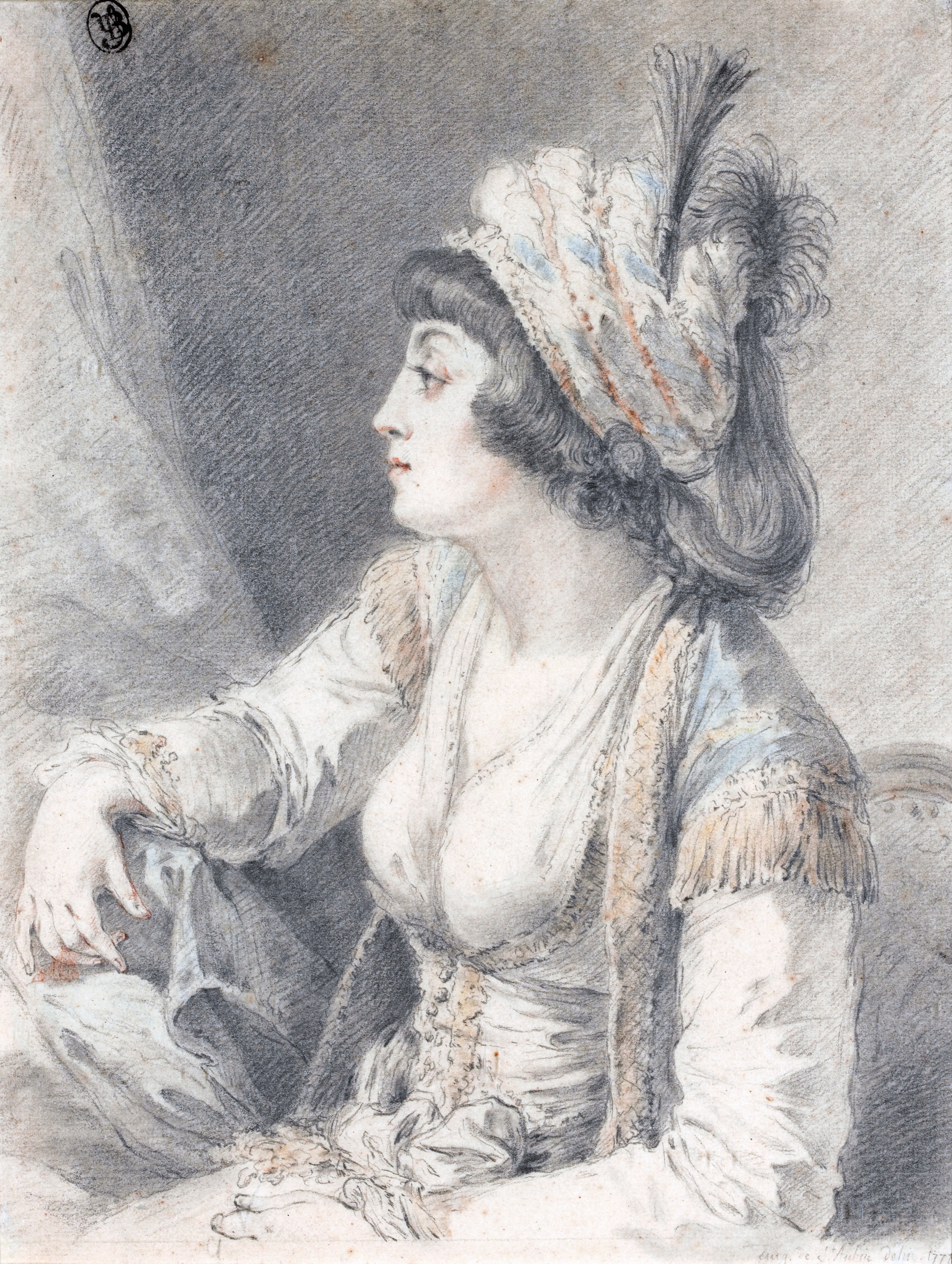
Огюстен де Сент-Обен. «Пані в турецькому вбранні»